# Casa Francisca Masana i Figueres
La Casa Francisca Masana i Figueres és un edifici del centre de Terrassa (Vallès Occidental), situat al carrer de Sant Leopold, protegit com a bé cultural d'interès local.

## Descripció

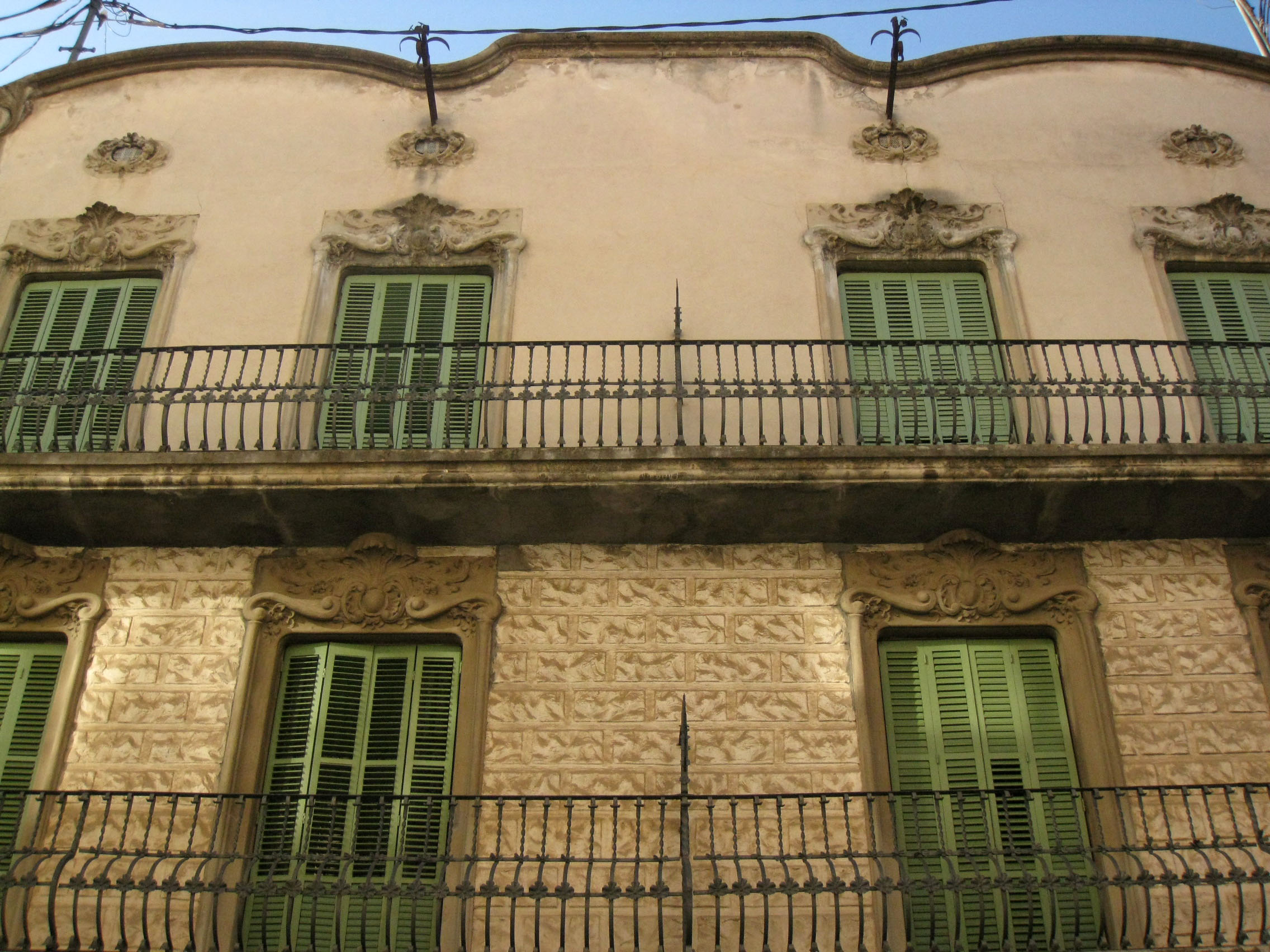
Detall de la façana amb decoració d'esgrafiats

És un habitatge plurifamiliar entre mitgeres, format per planta baixa i dos pisos. L'ordenació dels elements de la façana és en sentit vertical, amb composició simètrica i amb balconada de ferro als pisos superiors. Es fa ús d'elements modernistes a la decoració d'obertures (brancals i llindes), cornisa curvilínia i detalls de les baranes dels balcons. Els respiralls són de forma ovalada.
Donen accés a la planta baixa tres obertures en arc rebaixat, amb perfils arrodonits i motllurats suaument. El tractament de la façana és de pedra als elements angulars i al parament de la planta principal, i arrebossada a la resta.